# Saba Lobzhanidze
Saba Lobzhanidze (geo. საბა ლობჟანიძე; Tbilisi, 18 dicembre 1994) è un calciatore georgiano, ala o centrocampista dell'Atlanta United e della nazionale georgiana.

## Statistiche

### Presenze e reti nei club
Statistiche aggiornate al 24 novembre 2024.
| Stagione                | Squadra                 | Campionato              | Campionato | Campionato | Coppe nazionali | Coppe nazionali | Coppe nazionali | Coppe continentali | Coppe continentali | Coppe continentali | Altre coppe | Altre coppe | Altre coppe | Totale | Totale |
| Stagione                | Squadra                 | Comp                    | Pres       | Reti       | Comp            | Pres            | Reti            | Comp               | Pres               | Reti               | Comp        | Pres        | Reti        | Pres   | Reti   |
| ----------------------- | ----------------------- | ----------------------- | ---------- | ---------- | --------------- | --------------- | --------------- | ------------------ | ------------------ | ------------------ | ----------- | ----------- | ----------- | ------ | ------ |
| 2012-2013               | Dinamo-2 Tbilisi        | EL2                     | 1          | 0          | -               | -               | -               | -                  | -                  | -                  | -           | -           | -           | 1      | 0      |
| 2013-2014               | Dinamo-2 Tbilisi        | EL2                     | 18         | 5          | -               | -               | -               | -                  | -                  | -                  | -           | -           | -           | 18     | 5      |
| Totale Dinamo-2 Tbilisi | Totale Dinamo-2 Tbilisi | Totale Dinamo-2 Tbilisi | 19         | 5          |                 | -               | -               |                    | -                  | -                  |             | -           | -           | 19     | 5      |
| 2014-2015               | Dinamo Tbilisi          | UL                      | 24         | 1          | CG              | 6               | 1               | -                  | -                  | -                  | SG          | 1           | 0           | 31     | 2      |
| 2015-2016               | Dinamo Tbilisi          | UL                      | 15         | 2          | CG              | 1               | 0               | UEL                | 0                  | 0                  | -           | -           | -           | 16     | 2      |
| 2016                    | Chik. Sachkhere         | UL                      | 12         | 9          | CG              | 3               | 2               | UEL                | 2                  | 0                  | -           | -           | -           | 17     | 11     |
| 2017                    | Dinamo Tbilisi          | EL                      | 13         | 8          | -               | -               | -               | -                  | -                  | -                  | -           | -           | -           | 13     | 8      |
| Totale Dinamo Tbilisi   | Totale Dinamo Tbilisi   | Totale Dinamo Tbilisi   | 52         | 11         |                 | 7               | 1               |                    | 0                  | 0                  |             | 1           | 0           | 60     | 12     |
| 2017-2018               | Randers                 | SL                      | 29+4       | 9+3        | CD              | 4               | 3               | -                  | -                  | -                  | -           | -           | -           | 37     | 15     |
| 2018-2019               | Randers                 | SL                      | 32+5       | 6+2        | CD              | 1               | 0               | -                  | -                  | -                  | -           | -           | -           | 38     | 8      |
| 2019-gen. 2020          | Randers                 | SL                      | 15         | 8          | CD              | 1               | 1               | -                  | -                  | -                  | -           | -           | -           | 16     | 9      |
| Totale Randers          | Totale Randers          | Totale Randers          | 76+9       | 23+5       |                 | 6               | 4               |                    | -                  | -                  |             | -           | -           | 91     | 32     |
| gen.-giu. 2020          | Ankaragücü              | SL                      | 15         | 1          | -               | -               | -               | -                  | -                  | -                  | -           | -           | -           | 15     | 1      |
| 2020-2021               | Ankaragücü              | SL                      | 37         | 3          | CT              | 1               | 0               | -                  | -                  | -                  | -           | -           | -           | 38     | 3      |
| Totale Ankaragücü       | Totale Ankaragücü       | Totale Ankaragücü       | 52         | 4          |                 | 1               | 0               |                    | -                  | -                  |             | -           | -           | 53     | 4      |
| 2021-2022               | Hatayspor               | SL                      | 37         | 8          | CT              | 3               | 0               | -                  | -                  | -                  | -           | -           | -           | 40     | 8      |
| 2022-feb. 2023          | Hatayspor               | SL                      | 21         | 1          | CT              | 0               | 0               | -                  | -                  | -                  | -           | -           | -           | 21     | 1      |
| Totale Hatayspor        | Totale Hatayspor        | Totale Hatayspor        | 58         | 9          |                 | 3               | 0               |                    | -                  | -                  |             | -           | -           | 61     | 9      |
| feb.-giu. 2023          | Fatih Karagümrük        | SL                      | 10         | 2          | -               | -               | -               | -                  | -                  | -                  | -           | -           | -           | 10     | 2      |
| ago.-dic. 2023          | Atlanta United          | MLS                     | 9+3        | 3+0        | -               | -               | -               | -                  | -                  | -                  | -           | -           | -           | 12     | 3      |
| 2024                    | Atlanta United          | MLS                     | 30+5       | 9+1        | USOC            | 1               | 0               | -                  | -                  | -                  | LC          | 2           | 1           | 38     | 11     |
| Totale Atlanta United   | Totale Atlanta United   | Totale Atlanta United   | 39+8       | 12+1       |                 | 1               | 0               |                    | -                  | -                  |             | 2           | 1           | 50     | 14     |
| Totale carriera         | Totale carriera         | Totale carriera         | 335        | 81         |                 | 21              | 7               |                    | 2                  | 0                  |             | 3           | 1           | 361    | 89     |

### Cronologia presenze e reti in nazionale
| Cronologia completa delle presenze e delle reti in nazionale ― Georgia | Cronologia completa delle presenze e delle reti in nazionale ― Georgia | Cronologia completa delle presenze e delle reti in nazionale ― Georgia | Cronologia completa delle presenze e delle reti in nazionale ― Georgia | Cronologia completa delle presenze e delle reti in nazionale ― Georgia | Cronologia completa delle presenze e delle reti in nazionale ― Georgia | Cronologia completa delle presenze e delle reti in nazionale ― Georgia | Cronologia completa delle presenze e delle reti in nazionale ― Georgia |
| Data                                                                   | Città                                                                  | In casa                                                                | Risultato                                                              | Ospiti                                                                 | Competizione                                                           | Reti                                                                   | Note                                                                   |
| ---------------------------------------------------------------------- | ---------------------------------------------------------------------- | ---------------------------------------------------------------------- | ---------------------------------------------------------------------- | ---------------------------------------------------------------------- | ---------------------------------------------------------------------- | ---------------------------------------------------------------------- | ---------------------------------------------------------------------- |
| 23-1-2017                                                              | Dubai                                                                  | Uzbekistan                                                             | 2 – 2                                                                  | Georgia                                                                | Amichevole                                                             | 1                                                                      | 82’                                                                    |
| 25-1-2017                                                              | Dubai                                                                  | Giordania                                                              | 1 – 0                                                                  | Georgia                                                                | Amichevole                                                             | -                                                                      | 79’                                                                    |
| 10-11-2017                                                             | Gori                                                                   | Georgia                                                                | 1 – 0                                                                  | Cipro                                                                  | Amichevole                                                             | -                                                                      | 67’                                                                    |
| 1-6-2018                                                               | Schwaz                                                                 | Georgia                                                                | 1 – 0                                                                  | Malta                                                                  | Amichevole                                                             | -                                                                      | 67’                                                                    |
| 5-6-2018                                                               | Lussemburgo                                                            | Lussemburgo                                                            | 1 – 0                                                                  | Georgia                                                                | Amichevole                                                             | -                                                                      | 46’                                                                    |
| 23-3-2019                                                              | Tbilisi                                                                | Georgia                                                                | 0 – 2                                                                  | Svizzera                                                               | Qual. Euro 2020                                                        | -                                                                      | 74’                                                                    |
| 10-6-2019                                                              | Copenaghen                                                             | Danimarca                                                              | 5 – 1                                                                  | Georgia                                                                | Qual. Euro 2020                                                        | 1                                                                      |                                                                        |
| 5-9-2019                                                               | Istanbul                                                               | Georgia                                                                | 2 – 2                                                                  | Corea del Sud                                                          | Amichevole                                                             | -                                                                      | 73’                                                                    |
| 5-9-2020                                                               | Tallinn                                                                | Estonia                                                                | 0 – 1                                                                  | Georgia                                                                | UEFA Nations League 2020-2021 - 1º turno                               | -                                                                      | 68’                                                                    |
| 11-10-2020                                                             | Erevan                                                                 | Armenia                                                                | 2 – 2                                                                  | Georgia                                                                | UEFA Nations League 2020-2021 - 1º turno                               | -                                                                      | 80’                                                                    |
| 14-10-2020                                                             | Skopje                                                                 | Macedonia del Nord                                                     | 1 – 1                                                                  | Georgia                                                                | UEFA Nations League 2020-2021 - 1º turno                               | -                                                                      | 7’                                                                     |
| 15-11-2020                                                             | Tbilisi                                                                | Georgia                                                                | 1 – 2                                                                  | Armenia                                                                | UEFA Nations League 2020-2021 - 1º turno                               | -                                                                      | 76’ 80’                                                                |
| 18-11-2020                                                             | Tbilisi                                                                | Georgia                                                                | 0 – 0                                                                  | Estonia                                                                | UEFA Nations League 2020-2021 - 1º turno                               | -                                                                      | 85’                                                                    |
| 25-3-2021                                                              | Solna                                                                  | Svezia                                                                 | 1 – 0                                                                  | Georgia                                                                | Qual. Mondiali 2022                                                    | -                                                                      | 78’                                                                    |
| 28-3-2021                                                              | Tbilisi                                                                | Georgia                                                                | 1 – 2                                                                  | Spagna                                                                 | Qual. Mondiali 2022                                                    | -                                                                      | 70’                                                                    |
| 31-3-2021                                                              | Salonicco                                                              | Grecia                                                                 | 1 – 1                                                                  | Georgia                                                                | Qual. Mondiali 2022                                                    | -                                                                      | 84’                                                                    |
| 2-6-2021                                                               | Ploiești                                                               | Romania                                                                | 1 – 2                                                                  | Georgia                                                                | Amichevole                                                             | -                                                                      | 57’                                                                    |
| 6-6-2021                                                               | Enschede                                                               | Paesi Bassi                                                            | 3 – 0                                                                  | Georgia                                                                | Amichevole                                                             | -                                                                      | 46’                                                                    |
| 9-10-2021                                                              | Batumi                                                                 | Georgia                                                                | 0 – 2                                                                  | Grecia                                                                 | Qual. Mondiali 2022                                                    | -                                                                      | 90+2’                                                                  |
| 12-10-2021                                                             | Pristina                                                               | Kosovo                                                                 | 1 – 2                                                                  | Georgia                                                                | Qual. Mondiali 2022                                                    | -                                                                      | 88’                                                                    |
| 11-11-2021                                                             | Batumi                                                                 | Georgia                                                                | 2 – 0                                                                  | Svezia                                                                 | Qual. Mondiali 2022                                                    | -                                                                      | 81’                                                                    |
| 15-11-2021                                                             | Gori                                                                   | Georgia                                                                | 1 – 0                                                                  | Uzbekistan                                                             | Amichevole                                                             | -                                                                      | 86’                                                                    |
| 25-3-2022                                                              | Zenica                                                                 | Bosnia ed Erzegovina                                                   | 0 – 1                                                                  | Georgia                                                                | Amichevole                                                             | -                                                                      | 63’                                                                    |
| 29-3-2022                                                              | Tirana                                                                 | Albania                                                                | 0 – 0                                                                  | Georgia                                                                | Amichevole                                                             | -                                                                      | 66’                                                                    |
| 2-6-2022                                                               | Tbilisi                                                                | Georgia                                                                | 4 – 0                                                                  | Gibilterra                                                             | UEFA Nations League 2022-2023 - 1º turno                               | -                                                                      | 36’                                                                    |
| 9-6-2022                                                               | Skopje                                                                 | Macedonia del Nord                                                     | 0 – 3                                                                  | Georgia                                                                | UEFA Nations League 2022-2023 - 1º turno                               | -                                                                      | 83’                                                                    |
| 12-6-2022                                                              | Tbilisi                                                                | Georgia                                                                | 0 – 0                                                                  | Bulgaria                                                               | UEFA Nations League 2022-2023 - 1º turno                               | -                                                                      |                                                                        |
| 26-9-2022                                                              | Gibilterra                                                             | Gibilterra                                                             | 1 – 2                                                                  | Georgia                                                                | UEFA Nations League 2022-2023 - 1º turno                               | -                                                                      | 89’                                                                    |
| 17-11-2022                                                             | Sharja                                                                 | Marocco                                                                | 3 – 0                                                                  | Georgia                                                                | Amichevole                                                             | -                                                                      | 62’                                                                    |
| 25-3-2023                                                              | Batumi                                                                 | Georgia                                                                | 6 – 1                                                                  | Mongolia                                                               | Amichevole                                                             | 1                                                                      |                                                                        |
| 28-3-2023                                                              | Batumi                                                                 | Georgia                                                                | 1 – 1                                                                  | Norvegia                                                               | Qual. Euro 2024                                                        | -                                                                      | 59’                                                                    |
| 17-6-2023                                                              | Larnaca                                                                | Cipro                                                                  | 1 – 2                                                                  | Georgia                                                                | Qual. Euro 2024                                                        | -                                                                      | 75’                                                                    |
| 20-6-2023                                                              | Glasgow                                                                | Scozia                                                                 | 2 – 0                                                                  | Georgia                                                                | Qual. Euro 2024                                                        | -                                                                      | 64’                                                                    |
| 8-9-2023                                                               | Tbilisi                                                                | Georgia                                                                | 1 – 7                                                                  | Spagna                                                                 | Qual. Euro 2024                                                        | -                                                                      | 46’                                                                    |
| 12-10-2023                                                             | Tbilisi                                                                | Georgia                                                                | 8 – 0                                                                  | Thailandia                                                             | Amichevole                                                             | -                                                                      |                                                                        |
| 22-6-2024                                                              | Amburgo                                                                | Georgia                                                                | 1 – 1                                                                  | Rep. Ceca                                                              | Euro 2024 - 1º turno                                                   | -                                                                      | 82’                                                                    |
| 19-11-2024                                                             | Olomouc                                                                | Rep. Ceca                                                              | 2 – 1                                                                  | Georgia                                                                | UEFA Nations League 2024-2025 - 1º turno                               | -                                                                      | 79’                                                                    |
| 5-6-2025                                                               | Tbilisi                                                                | Georgia                                                                | 1 – 0                                                                  | Fær Øer                                                                | Amichevole                                                             | -                                                                      |                                                                        |
| 8-6-2025                                                               | Kutaisi                                                                | Georgia                                                                | 1 – 1                                                                  | Capo Verde                                                             | Amichevole                                                             | 1                                                                      | 77’                                                                    |
| Totale                                                                 |                                                                        | Presenze                                                               | 39                                                                     |                                                                        | Reti                                                                   | 4                                                                      |                                                                        |

## Palmarès

### Club

#### Competizioni nazionali
- Coppa di Georgia: 2

Dinamo Tbilisi: 2014-2015, 2015-2016
- Supercoppa di Georgia: 1

Dinamo Tbilisi: 2015
- Campionato georgiano: 1

Dinamo Tbilisi: 2015-2016